# Lucas Hedges
Lucas Hedges (ur. 12 grudnia 1996 w Nowym Jorku) – amerykański aktor filmowy i telewizyjny, nominowany do Oscara dla najlepszego aktora drugoplanowego za rolę sardonicznego nastoletniego sieroty Patricka Chandlera w dramacie Kennetha Lonergana Manchester by the Sea (2016).

## Życiorys

### Wczesne lata
Urodził się w Nowym Jorku jako drugie dziecko Susan Bruce (z domu Titman), poetki i aktorki, oraz Petera Simpsona Hedgesa, scenarzysty/reżysera. Dorastał w wierze Kościoła Episkopalnego. Dorastał ze starszym bratem Simonem w Brooklyn Heights i Cobble Hill. Uczęszczał do Saint Ann’s School, w której jego kolegami z klasy była aktorka Maya Hawke i aktor Fred Hechinger. Po ukończeniu Saint Ann’s School, studiował na University of North Carolina School of the Arts.

### Kariera
Hedges współpracował z uznanym reżyserem Wesem Andersonem w komediodramatach: Kochankowie z Księżyca. Moonrise Kingdom (Moonrise Kingdom, 2012) u boku Edwarda Nortona, Billa Murraya i Frances McDormand oraz Grand Budapest Hotel (2014) z Ralphem Fiennesem.
W melodramacie Drugie życie króla (Arthur Newman, 2012) zagrał postać Kevina Avery, syna Wallace’a (Colin Firth). W 2013 pojawił się wraz z Joshem Brolinem i Kate Winslet w dramacie Jasona Reitmana Długi, wrześniowy weekend (Labor Day), a także dramacie fantastycznonaukowym Terry'ego Gilliama Teoria wszystkiego (The Zero Theorem) z Christophem Waltzem.
Za kreacją sardonicznego sieroty Patricka Chandlera w niezależnym dramacie Kennetha Lonergana Manchester by the Sea (2016), otrzymał nominację do Oscara dla najlepszego aktora drugoplanowego.
W 2017 roku razem z Davidem Gahanem, wokalistą zespołu Depeche Mode, wystąpił w kampanii modowej Dior Homme na sezon jesień-zima 2017/2018.
Julia Roberts wybrała go do roli swojego syna – uzależnionego od narkotyków Bena Burnsa w dramacie Petera Hedgesa Powrót Bena (Ben is Back, 2018).

## Życie prywatne
Na łamach czasopisma „The Advocate” dokonał coming outu jako osoba biseksualna.

## Filmografia
- 2007: Ja cię kocham, a ty z nim jako partner Lilly w tańcu
- 2012: Kochankowie z Księżyca. Moonrise Kingdom jako Redford
- 2012: Drugie życie króla jako Kevin Avery
- 2012: The Corrections jako młody Chip
- 2013: Długi, wrześniowy weekend (Labor Day) jako Richard
- 2013: Teoria wszystkiego jako Bob
- 2014: Wyrok za prawdę  (Kill the Messenger) jako Ian Webb
- 2014: Grand Budapest Hotel jako chłopiec obsługujący pompę
- 2015: Anesthesia jako Greg
- 2015: Incydent jako Ritchie
- 2016: Manchester by the Sea jako Patrick
- 2017: Trzy billboardy za Ebbing, Missouri jako Robbie Hayes
- 2017: Lady Bird jako Danny
- 2018: Powrót Bena (Ben is Back) jako Ben Burns
- 2018: Wymazać siebie jako Jared Eamons
- 2018: Najlepsze lata (Mid '90s) jako Ian
- 2019: Fale jako Luke
- 2020: Niech gadają jako Tyler
- 2020: Francuskie wyjście jako Malcolm Price

## Nagrody i nominacje
| Rok  | Nagroda                               | Kategoria                    | Film                         | Rezultat  |
| ---- | ------------------------------------- | ---------------------------- | ---------------------------- | --------- |
| 2017 | Oscar                                 | Najlepszy aktor drugoplanowy | Manchester by the Sea (2016) | Nominacja |
| 2017 | Nagroda Gildii Aktorów Ekranowych     | Najlepsza rola drugoplanowa  | Manchester by the Sea (2016) | Nominacja |
| 2017 | Nagroda Brytyjskiej Akademii Filmowej | Rising Star Award            | –                            | Nominacja |